# Jane's Addiction
Jane's Addiction est un groupe de metal alternatif américain, originaire de Los Angeles, en Californie. Pour la plus grande partie de leur carrière, le groupe comprenait le chanteur Perry Farrell, le bassiste Eric Avery, le guitariste Dave Navarro et le batteur Stephen Perkins. Après leur rupture en 1991, Jane's Addiction partit brièvement en tournée en 1997, se réunit en 2001 et repart en chemin en 2004. Le groupe se réunit de nouveau en 2008. Le style musical varié de Jane's Addiction est influencé par le punk rock, le heavy metal, le post-punk, et le rock psychédélique.
Jane's Addiction était l'un des premiers groupes de rock alternatif à obtenir l'attention des médias et le succès commercial aux États-Unis. Leur première tournée d'adieu lance le premier festival Lollapalooza, une tournée annuelle de rock alternatif. En conséquence, Jane's Addiction deviendra l'icône de ce que Farrell surnomme la « nation alternative » dans les années 1990.

## Biographie

### Formation etJane's Addiction(1985–1987)
Jane's Addiction est formé sur les cendres du groupe de Perry Farrell, Psi-com. À l'été 1985, Perry Farrell était à la recherche d'un nouveau bassiste pour son nouveau groupe quand il est présenté à Eric Avery. Farrell et Avery partageaient une appréciation mutuelle pour des groupes comme Joy Division ou The Velvet Underground et commencent à jouer ensemble. Plus tard, la sœur de Eric présente le duo à Stephen Perkins avec qui elle sortait à l'époque. Perkins suggère alors d'embaucher son ami Dave Navarro (avec qui ils jouaient dans le groupe Dizastre) comme guitariste. Le groupe se nomme alors Jane's Addiction en hommage à Jane Bainter, colocataire de Perry Farrell et toxicomane notoire.
La formation fait rapidement sensation au sein de la scène underground de Los Angeles, beaucoup de maisons de disques furent rapidement intéressées par le groupe qui signe finalement chez Warner Bros. Toutefois le groupe insiste pour sortir son premier album sur un label indépendant. L'album live, intitulé Jane's Addiction, sort en 1987 chez Triple X Records. Puis en 1988 sort l'album Nothing's Shocking chez Warner. Album phare du rock alternatif de la fin des années 1980 ou début des années 1990, cet album qui contient des tubes tels que Mountain Song ou Ocean Size ainsi que les perles Jane Says, Pigs in Zen (déjà présents sur Jane's Addiction), Had a Dad ou Summertime Rolls, leur vaut plusieurs nominations aux Grammy Awards. L'album sera certifié double disque de platine.

### Ritual de lo Habitualet première séparation (1989–1991)
Le groupe atteint son apogée en 1990 avec la sortie du deuxième album Ritual de lo Habitual.
Les singles Been Caught Stealing et Stop! atteignent les premières places des classements et le clip de Been Caught Stealing remporte même un MTV Video Music Award dans la catégorie de « meilleur clip alternatif ». L'album, lui aussi certifié double platine contient également les tubes Classic Girl et Ain't No Right ainsi que Three Days, dont la longueur avoisine les 11 minutes. Cette même année, Perry Farrell crée le festival alternatif itinérant Lollapalooza  avec à l'affiche Siouxsie and the Banshees (l'un des groupes préférés de Dave Navarro), les Butthole Surfers, Nine Inch Nails, Rollins Band, Living Colour et Ice Cube.
Pourtant des tensions émergent dans le groupe dont il devient clair que Lollapalooza sera la dernière tournée. Les tensions entre les membres et l'usage de plus en plus massif de drogues finiront d'achever le groupe en 1991. Pourtant, si Jane's Addiction ne compte que deux albums studio, son effet sur le rock alternatif est considérable. Ils deviennent les idoles d'une génération de rockers artistes et intelligents qui refusent le confinement du rock commercial et qui veulent s'exprimer musicalement. Le festival Lollapalooza, créé par Perry Farrell, est une véritable révolution pour la scène alternative. Après cette séparation sortira tout de même en single la chanson que le groupe a enregistrée pour l'album hommage à Grateful Dead, Ripple.

### Post-séparation (1992–1996)
Farrell et Perkins forment avec le guitariste Peter DiStefano et le bassiste Martyn LeNoble le groupe Porno For Pyros qui connaît aussi un énorme succès avec ses deux albums Porno for Pyros (1993) et Good God's Urge (1996) et qui se produit notamment au festival de Woodstock 1994, programmé et mis en place pour fêter les vingt-cinq ans du festival alternatif de Woodstock de 1969, et dont il est l'une des sensations.
Avery et Navarro forment le groupe Deconstruction qui ne sort qu'un album éponyme en 1994. Puis Navarro participe à différents albums avec Alanis Morissette, Nine Inch Nails ou Marilyn Manson avant de rejoindre le groupe ami de Jane's Addiction, les Red Hot Chili Peppers, en 1995 pour pallier le départ de John Frusciante. Il enregistre avec eux l'album One Hot Minute avant de quitter le groupe en 1997 pour poursuivre son projet solo, Spread. Perkins, lui, forme le groupe Banyan avec Nes Clyne, Mike Watt et Willie Waldman qui sort lui aussi un album éponyme en 1995, puis un second album, Any Time at All en 1998 et même un troisième Live at the Perkins Palace en 2004.

### Première réunion etKettle Whistle(1997)
En 1997, Porno For Pyros et Dave jouent ensemble le temps d'une chanson (avec Flea, bassiste des Red Hot Chili Peppers), et s'ensuit une tournée événement de Jane's Addiction où Flea remplace Eric Avery qui préfère se concentrer sur ses projets personnels (Polar Bear). Le groupe enregistre quelques nouveaux morceaux et compile des chansons rares, des démos et des lives pour sortir Kettle Whistle cette même année 1997. Cependant, la reformation ne fait pas long feu ; à la suite du retour de John Frusciante dans les Red Hot Chili Peppers en 1998, Flea s'en va retrouver son groupe.

### Strays(2001–2004)
Durant la période qui suit, Perry Farrell sort Rev, une compilation de morceaux de Jane's Addiction et de Porno For Pyros (avec quelques nouveautés) puis Song Yet to be Sung en 2001, un album teinté d'électro. Quasi simultanément, Dave Navarro sort son album solo Trust No One. Toujours en 2001, mais cette fois avec à la basse Martin Le Noble (de Porno For Pyros), Jane's Addiction se reforme et tourne un peu partout dans le monde. Le succès considérable de la tournée incite le groupe à rentrer en studio, mais le bassiste est congédié et remplacé par Chris Chaney.
Le célèbre producteur Bob Ezrin aux manettes, Jane's Addiction sort Strays en 2003, et signe un retour plutôt réussi, livrant des tubes tels que True Nature ou Just Because ainsi que de nouvelles chansons telles que Strays, Price I Pay ou The Riches. L'album se clôt sur le magnifique To Match the Sun porteur d’espoir de revoir Jane's Addiction briller comme à la belle époque. Le groupe tourne alors toute l'année 2003 pour promouvoir l'album. En 2004, Perry Farrell refuse de tourner ou d'enregistrer pour se concentrer sur son festival Lollapalooza. Les autres membres se sentent trahis et décident de continuer sans lui. Le festival finalement annulé, Farrell décide de revenir mais le groupe refuse. Jane's Addiction se sépare à nouveau en 2004.

### Deuxième pause (2005–2007)
Navarro, Perkins et Chaney forment un autre groupe, The Panic Channel avec Steve Isaacs au chant et sort l'album ONe en 2006. Pendant ce temps, Perry Farrell lance un projet appelé The Satellite Party avec Nuno Bettencourt (guitariste d'Extreme) et le bassiste de No Doubt, Tony Kanal. L'album réunit notamment John Frusciante et Flea des Red Hot Chili Peppers, Fergie des Black Eyed Peas, Peter Hook (bassiste de New Order) ou encore Jim Morisson (célèbre chanteur des Doors, décédé en 1971) via une bande vocale inédite. Il sort en 2007. La rupture semble consommée. Un best-of Jane's Addiction, Up from the Catacombs, est publié en 2006.

### Retour d'Eric Avery etNIN/JA Tour(2008–2010)

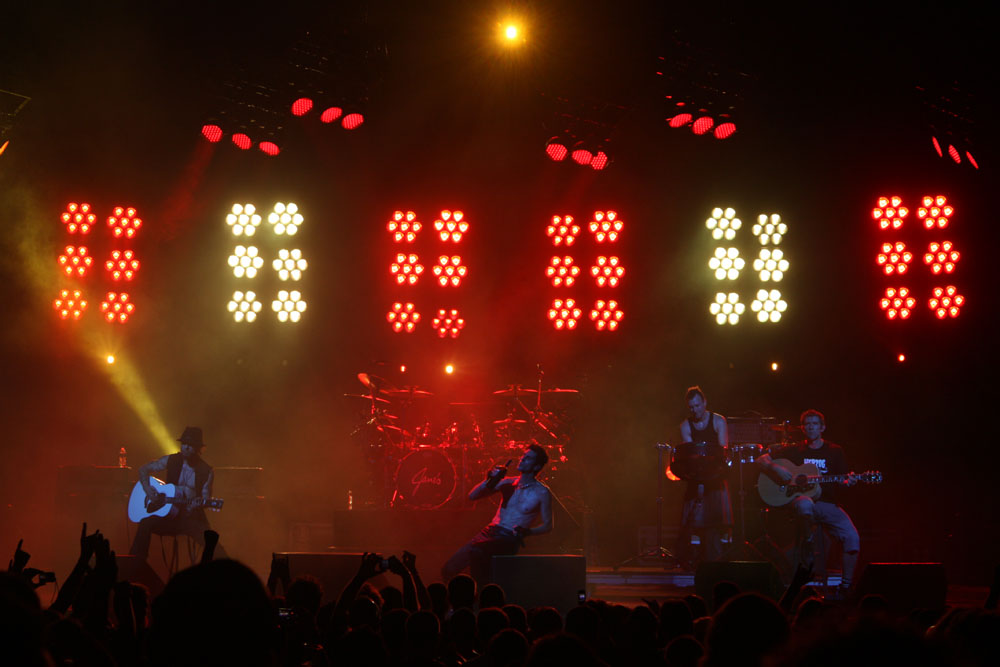
Jane's Addiction au Verizon Amphitheater de Charlotte, en Caroline du Nord, en 2009.

Le magazine britannique NME annonce qu'il allait célébrer l'héritage de Jane's Addiction lors de la première tenue des NME Awards aux États-Unis, au El Rey Theatre de Los Angeles le 23 avril 2008. Le groupe y recevra le prix du Godlike Genius Award. Le 13 avril, Navarro publie, sur son blog 6767.com, une interview d'Eric Avery à l'occasion de la sortie de son album solo, Help Wanted. Le bassiste originel de Jane's Addiction annonce à la surprise générale qu'il participera à la cérémonie des NME. Le bassiste explique sur son blog qu'il a accepté cette proposition de reformation, après en avoir décliné un grand nombre au cours des années 1990, du fait qu'il était honoré de saluer la mémoire et l'héritage du groupe. C'est ainsi que se réunira pour la première fois en 17 ans, depuis la séparation du groupe en septembre 1991 à la fin de la première édition du festival itinérant de Lollapalooza, le line-up d'origine de Jane's Addiction. Le groupe interprétera trois titres lors de la cérémonie.
Le 14 avril 2008, Dave Navarro, Perry Farrell, Flea et Travis Barker participent au Troubadour de Los Angeles à la tournée d'Axis of Justice, projet politique de Tom Morello, guitariste de Rage Against the Machine, et offrent une superbe version du classique de Jane's Addiction, Mountain Song. C'est la première fois que Navarro et Farrell se retrouvent sur la même scène depuis le split de 2004, de même pour Navarro et Flea, qui n'avaient pas joué ensemble depuis le Relapse Tour de Jane's Addiction en 1997. Le 23 avril 2008, le groupe interprète sur la scène du El Rey Theatre trois titres phares de son répertoire : Stop!, Mountain Song, et Ocean Size, diffusés en streaming sur le Myspace des NME! Awards. Dix-sept ans après le départ d'Eric Avery, le public est rapidement conquis et les quatre membres expliquent se sentir en totale harmonie lors d'une interview accordée après leur performance. On ignore encore si le groupe partira en tournée, car Eric Avery a déjà planifié une série de concerts afin de promouvoir son nouvel album solo, mais Dave Navarro laisse entendre au cours d'une interview que Jane's Addiction avait désormais un futur devant lui.
Jane's Addiction donne son premier véritable concert avec la formation d'origine le jeudi 23 octobre 2008 au La Cita Bar (336 South Hill Street). Dave Navarro révèle le nom de la salle sur son blog, puis un second concert le 20 novembre. Une tournée serait envisagée comme l'explique Dave dans une interview accordée au magazine Guitar Part.

### The Great Escape Artist(2010–2012)
Le groupe commence à travailler avec le bassiste de Guns N' Roses, Duff McKagan, sur de nouvelles chansons,,. McKagan rejoindra Jane's Addiction d'une manière permanente. La nouvelle formation de Jane's Addiction fait ses débuts au concert spécial 51e anniversaire de Perry Farrell à Les Deux de Los Angeles, le 30 mars,.
En avril 2010, le groupe annonce deux dates européennes, prévues pour juin 2010, au GelreDome, d'Arnhem, aux Pays-Bas, et une apparition au Rock in Rio de Madrid, en Espagne. Avant ces concerts en Europe, le groupe joue un concert Cinco de Mayo à Bardot, Hollywood, en Californie le mercredi 5 mai 2010. Pendant ce concert, ils jouent une nouvelle chanson intitulée Soulmate. En septembre 2010, McKagan quitte le groupe. Le 25 septembre 2010, Jane's Addiction joue aux Guitar Center Sessions à DirecTV.
Le 5 janvier 2011, le groupe annonce avoir recruté le guitariste de TV on the Radio et producteur Dave Sitek comme remplaçant à Duff McKagan. Sitek endossera la basse sur le quatrième album du groupe, The Great Escape Artist. Sitek ne jouera pas avec le groupe en soutien à l'album en été cette année, en tête d'affiche au Reading and Leeds Festivals ; la tournée sera annulée par la suite, Farrell étant tombé malade. Le 30 mars 2011, une chanson issue de The Great Escape Artist, intitulée End to the Lies est diffusée en avant-première sur la radio chilienne Radio Futuro, et jouée au Lollapalooza Chili le 3 avril 2011. Le 8 avril, End to the Lies est publié comme téléchargement gratuit sur le site web du groupe. Le 3 août 2011, le groupe publie son second single intitulé Irresistible Force. The Great Escape Artist est publié le 18 octobre 2011.
Jane's Addiction lance leur tournée Theatre of the Escapists en 2012 jouant à guichet fermé devant 2 000 spectateurs au Pageant Theatre de Saint Louis, dans le Missouri.

### Derniers événements (depuis 2012)
En février 2012, Perry Farrell annonce une possible suite à The Great Escape Artist. En juillet 2012, Jane's Addiction joue en tête d'affiche au Bunbury Music Festival de Cincinnati, dans l'Ohio. Toujours en 2012, le groupe contribue à une reprise de Sympathy for the Devil de Sons of Anarchy. Cette chanson apparait sur l'album Songs of Anarchy: Volume 2. En décembre 2012, FUSE TV cite le single de Jane's Addiction, Underground, dans son top 40 des chansons de 2012. En mai 2013, le groupe joue au Bottlerock Festival dans la Napa Valley, avec notamment Violent Femmes, Macklemore, The Black Keys, Cake, Train, Blues Traveler, The Wallflowers, et Kings of Leon.
Le groupe publie un album live, Live in NYC, le 8 juillet 2013, enregistré pendant la tournée Theatre of Escapists. Le 8 août 2013, le groupe streame le nouveau single Another Soulmate. Jane's Addiction est récompensé de la 2 509 étoiles au Hollywood Walk of Fame le 30 octobre 2013. Leur étoile est installée au 6436 Hollywood Boulevard. En janvier 2014, Perry Farrell annonce l'inactivité temporaire de Jane's Addiction, et travailler sur son projet Kind Heaven. Jane's Addiction joue son premier album, Nothing's Shocking, au Brooklyn Bowl Las Vegas les 8, 9, et 10 mai 2014, et encore une fois à l'O2 Academy de Brixton, le 20 août, et à l'O2 Apollo de Manchester le 21 août 2014.
Le 15 juillet 2016, Jane's Addiction jouera à la tournée Sterling Spoon Anniversary. Le 18 octobre 2016, le groupe est nommé pour 2017 au Rock and Roll Hall of Fame.

## Membres

### Membres actuels
- Perry Farrell - chant (1985-1991, 1997-2001, depuis 2008)
- Stephen Perkins - batterie (1984-1991, 1997-2001, depuis 2008)
- Dave Navarro - guitare (1986-1991, 1997, 2001-2004, depuis 2008)
- Chris Chaney - basse (2002-2004, depuis 2011)

### Anciens membres
- Flea - basse (1997)
- Martyn LeNoble - basse (2001-2002)
- Eric Avery - basse (1986-1991, 1997, 2001-2004, 2008-2010)
- Duff McKagan - basse (mars - septembre 2010)
- Dave Sitek - basse (2011)

## Discographie

### Albums studio
- 1988 : Nothing's Shocking
- 1990 : Ritual de lo Habitual
- 2003 : Strays
- 2011 : The Great Escape Artist

### Compilations et albums live
- 1987 : Jane's Addiction
- 1991 : Live and Rare
- 1997 : Kettle Whistle
- 2006 : Up from the Catacombs : The Best of Jane's Addiction
- 2009 : A Cabinet of Curiosities

## Vidéographie
- 1989 : Soul Kiss
- 1990 : Gift
- 2004 : Three Days